# Give Ireland Back to the Irish
Singles de Paul McCartney
The Back Seat of My Car
(1971) Mary Had a Little Lamb
(1972)
Give Ireland Back to the Irish est une chanson des Wings sorti en single en 1972.

## Historique
Écrite en 1972 par Paul McCartney, quatre semaines après les évènements de Derry qui ont entraîné la mort de 14 pacifistes irlandais tués par l'armée britannique le 30 janvier 1972.
Cette chanson, interdite d'antenne en Angleterre,, est une des rares chansons engagées de Paul McCartney ; la seconde étant How Many People écrite en 1989 à la mémoire de Chico Mendes assassiné en décembre 1988, parce qu'il tentait de faire protéger la forêt amazonienne de la destruction.
Peu après la sortie de ce titre, Paul répondait à une interview de Tim White :

« J'ai toujours juré de ne pas faire de chansons politiques, mais il y eut ce massacre, alors que ces personnes faisaient une manifestation pacifique. Nos soldats, des parachutistes de l'Armée de mon pays, sont venus et ont tué des gens. Nous nous battions contre les Irlandais, c'était comme être en guerre avec eux. Et j'ai grandi avec cette idée que les Irlandais sont bons, ils sont nos compagnons, nos frères. »

En plus de la censure, la chanson eut d'autres conséquences :

« Suite à la sortie de Give Ireland Back to the Irish, quelques concerts des Wings ont été annulés au Royaume Uni, et le frère du guitariste Henry McCullough, qui est né à Derry, a été agressé par des voyous en Irlande. »